# Bundesstraße 444

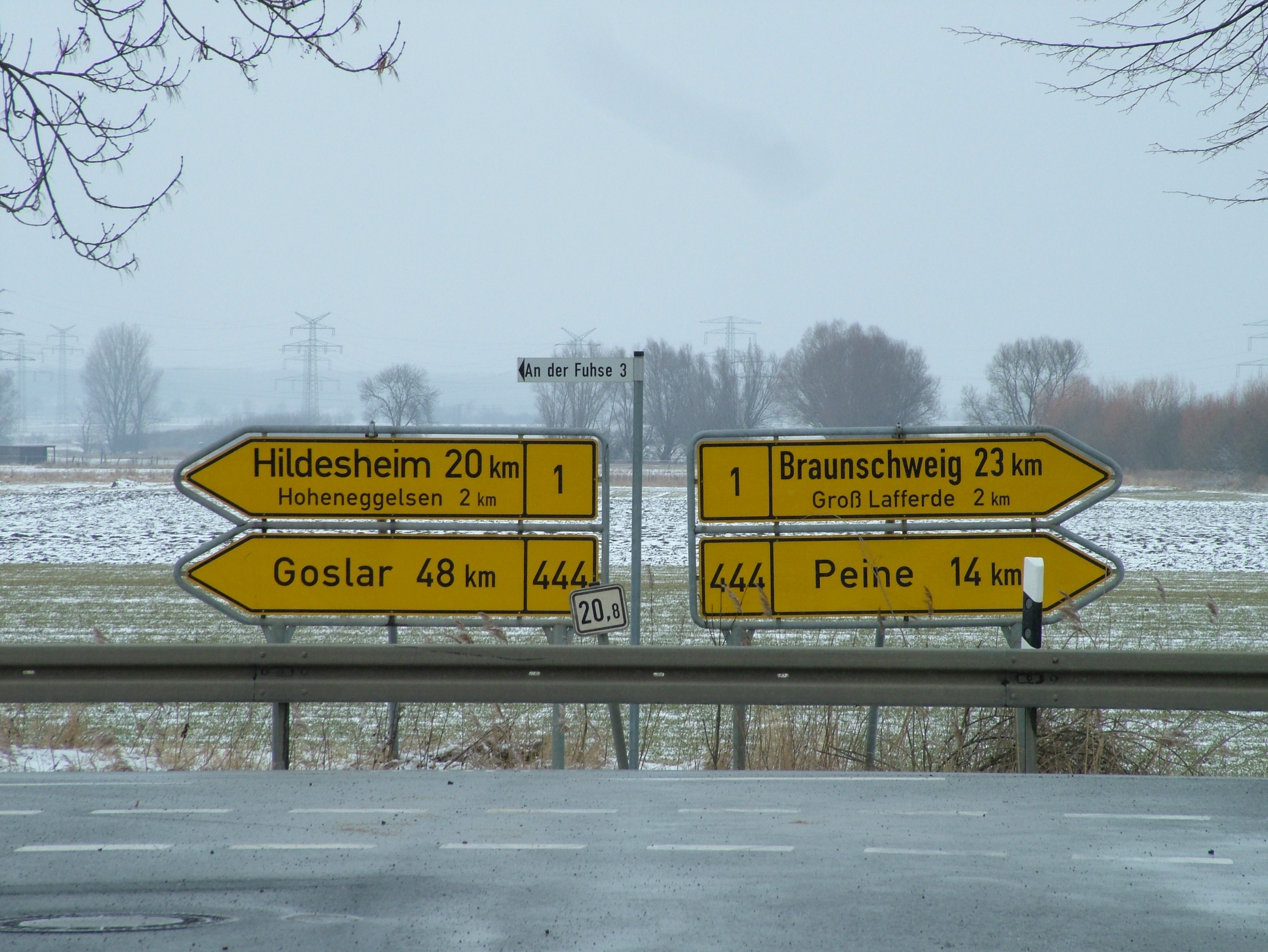
wegwijzer B 444 en B 1 in Steinbrück/Söhlde

De Bundesstraße 444 (afkorting: B 444) is een 16,1 kilometer lange bundesstraße in de Duitse deelstaat Nedersaksen.

## Verloop
De weg begint in Uetze aan de B 214 Lingen-Braunschweig.
De weg loopt door Eltze, Wehnsen, Edemissen, Peine, Ilsede en Söhlde om in Graßdorf te eindigen op de B 6 Hildesheim-Goslar.
B1 · B3 · B3n · B4 · B5 · B6 · B6n · B27 · B51 · B61 · B64 · B65 · B68 · B69 · B70 · B71 · B72 · B73 · B74 · B74n · B75 · B79 · B80 · B82 · B83 · B188 · B190n · B191 · B195 · B207 · B209 · B210 · B211 · B212 · B213 · B214 · B215 · B216 · B217 · B218 · B238 · B239 · B240 · B241 · B242 · B243 · B243a · B244 · B245a · B247 · B248 · B322 · B401 · B402 · B403 · B404 · B408 · B431 · B433 · B434 · B435 · B436 · B437 · B438 · B439 · B440 · B441 · B442 · B443 · B444 · B445 · B446 · B447 · B461 · B475 · B482 · B490 · B493 · B494 · B495 · B496 · B497 · B524 · B530